# Alegria (Rio Grande do Sul)
Alegria is een gemeente in de Braziliaanse deelstaat Rio Grande do Sul. De gemeente telt 4.775 inwoners (schatting 2009).

## Aangrenzende gemeenten
De gemeente grenst aan Independência, Inhacorá, São José do Inhacorá, São Martinho, São Valério do Sul en Três de Maio.